# Cibogo (Lembang)
Cibogo is een bestuurslaag in het regentschap Bandung Barat van de provincie West-Java, Indonesië. Cibogo telt 10.879 inwoners (volkstelling 2010).